# Vuurwerkramp in Seest

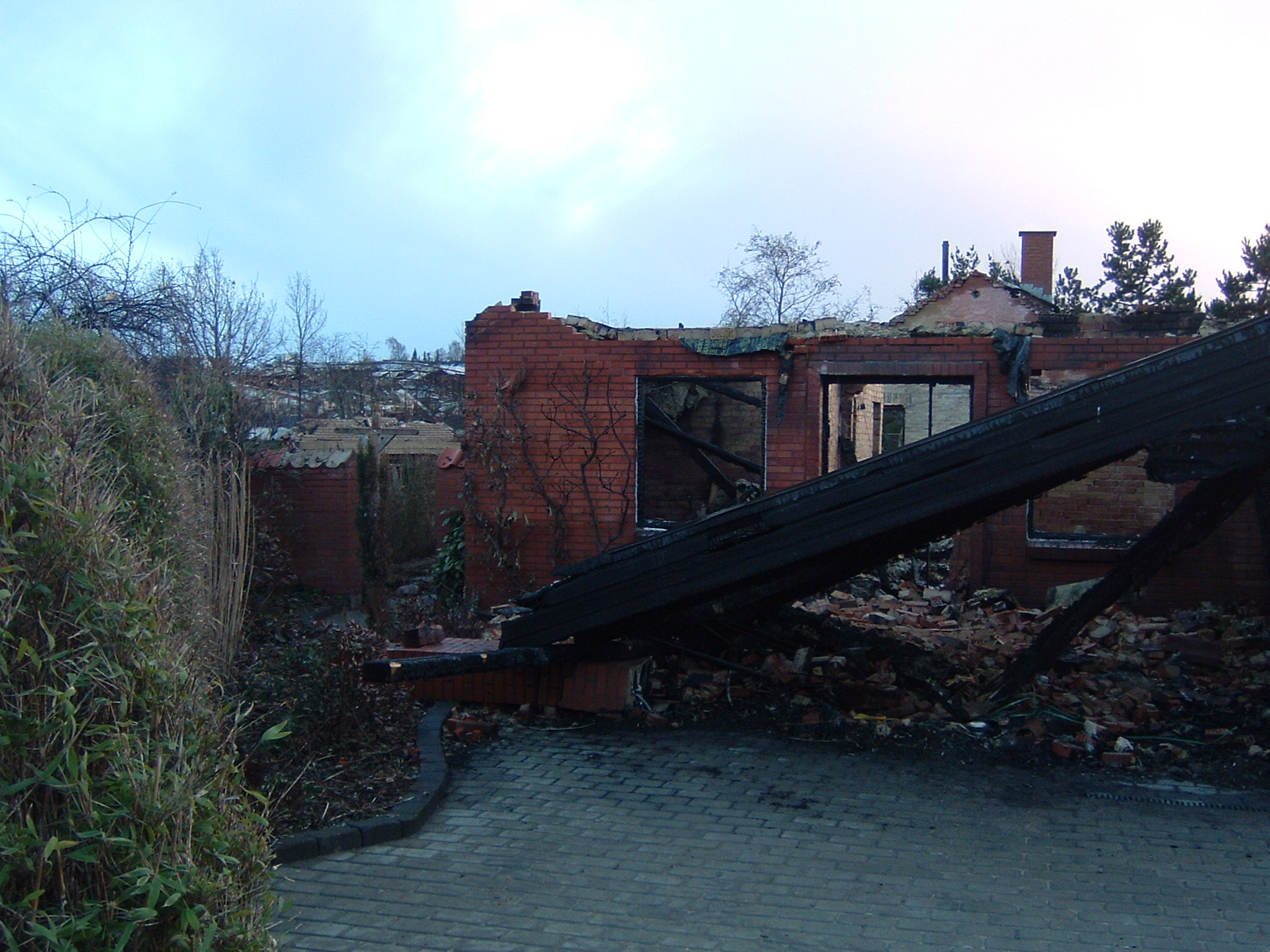
Compleet afgebrand huis met de overblijfselen van de fabriek op de achtergrond

De vuurwerkramp in Seest, in de wijk Seest van de Deense stad Kolding, vond plaats op 3 november 2004.
Toen twee medewerkers van N. P. Johnsens Fyrværkerifabrik bezig waren een container met vuurwerk te legen, lieten ze een doos vuurpijlen vallen. De pijlen explodeerden en er ontstond een brand, die zich snel uitbreidde naar de rest van het vuurwerk. Hierop sprong het vuur over naar een andere container, waarna zich om 15.25 uur een grote explosie voltrok.
De brand breidde zich ook uit naar de hallen waar het meeste vuurwerk bewaard werd - ongeveer 800 ton. Toen deze hoeveelheid om 17.45 uur met drie explosies ontplofte, was een aardbeving van 2,2 op de schaal van Richter meetbaar. Stukken beton, baksteen, dakplaten en ijzer belandden honderden meters van het fabriekscomplex.
Op dat moment had de politie de meeste omwonenden al geëvacueerd. In totaal werden 760 huizen, met daarin circa 2000 mensen geëvacueerd. De meeste bewoners konden na drie dagen weer in hun huis terugkeren. Van de 760 huizen liepen 355 schade op; 176 hiervan raakten dermate beschadigd dat de bewoners niet direct konden terugkeren. 75 huizen raakten zozeer beschadigd dat ze moesten worden afgebroken en werden herbouwd. De totale schade bedroeg ongeveer 100 miljoen euro.
Bij de eerste explosie in de containers kwam de 33-jarige vrijwillige brandweerman Max Jørgensen om het leven. Twee andere reddingswerkers raakten zwaargewond. Jørgensen kreeg later postuum een medaille toegekend van het Deense ministerie van Defensie voor gevallenen en gewonden tijdens dienst.
Op 28 april 2005 concludeerde de politie van Kolding in een rapport dat er bij de ramp geen opzet in het spel was.
Twaalf bedrijven in de omgeving werden getroffen. De gemeente Kolding (Kolding Kommune) besloot de grond op te kopen en deze te gebruiken voor woningbouw en groenzones.
De ramp in Seest voltrok zich 4,5 jaar na een soortgelijke ramp in het Nederlandse Enschede. Desondanks was er vanuit Nederland weinig media-aandacht voor de gebeurtenissen. De moord op Theo van Gogh en de Amerikaanse presidentsverkiezingen hadden namelijk een dag eerder plaatsgevonden en eisten in Nederland alle aandacht op.